# Can Palomo (Vilassar de Dalt)
Can Palomo és una obra de Vilassar de Dalt (Maresme) protegida com a Bé Cultural d'Interès Local.

## Descripció
Casa de planta baixa, pis i golfes amb coberta d'un sol vessant i orientada a migdia. Posteriorment fou ampliada amb dos cosso conformant l'actual jardí. Un d'aquests cossos annexes presenta una galeria amb arcs de mig punt i coberta a un sol vessant a la planta pis.
Destaca el jardí romàntic i el barri d'accés d'estil neoclàssic. La configuració actual es de finals del segle xviii principis del XIX.
L'interior està profusament decorat amb frescos amb motius bíblics i florals. La façana també està decorada amb pintures.